# روابط استونی و ایالات متحده آمریکا

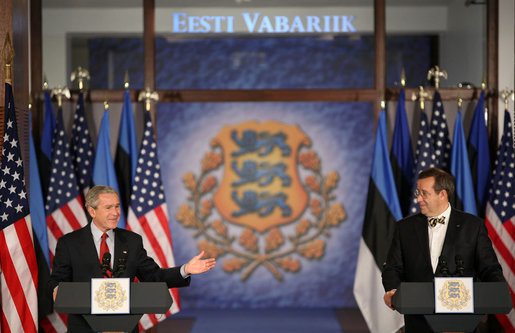
جرج دابلیو. بوش به‌همراه توماس هندریک ایلوس در ۲۰۰۶.

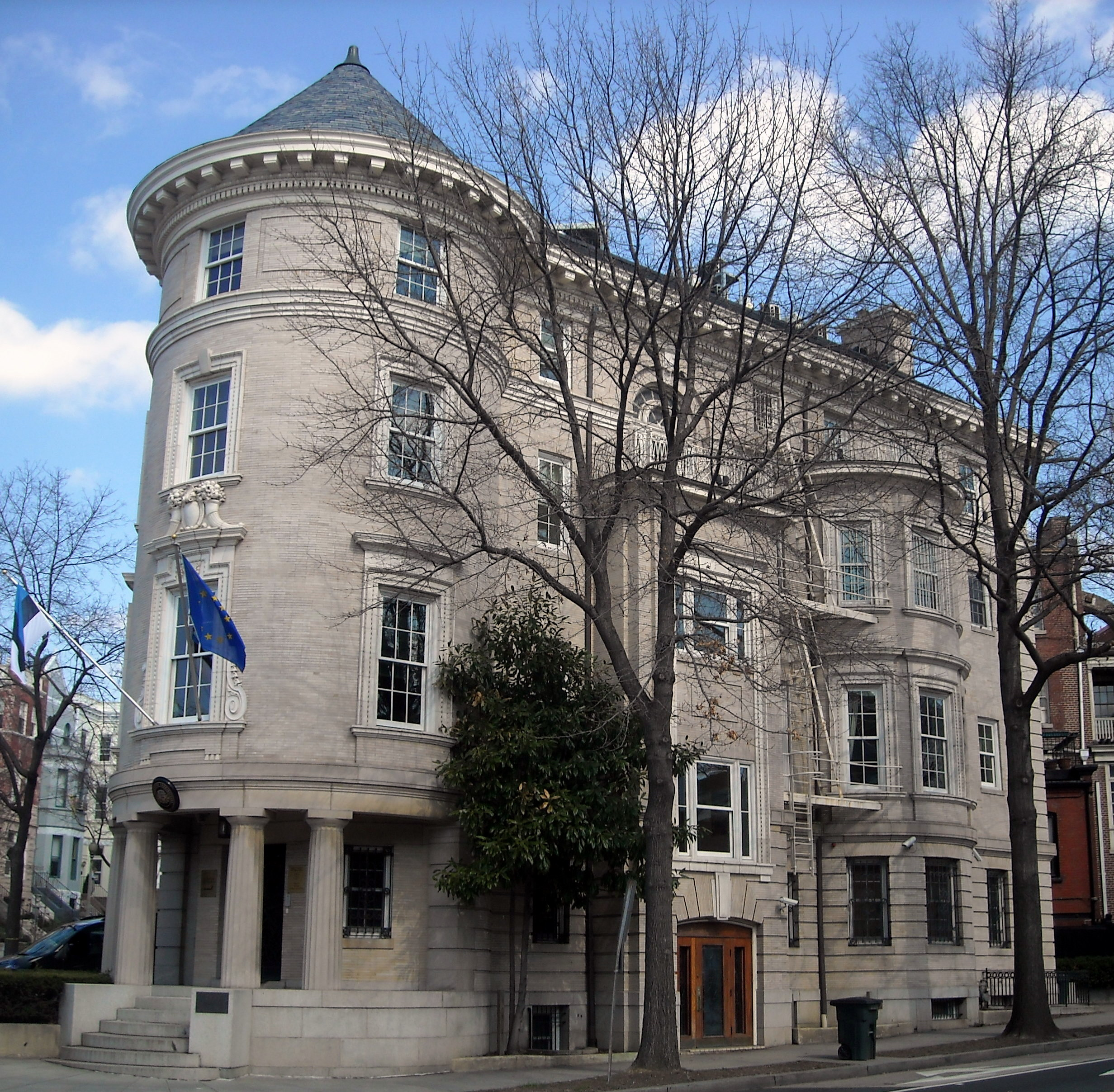
سفارت استونی در واشینگتن، دی.سی.

روابط بین استونی و ایالات متحده آمریکا پس از استقلال دوباره استونی در سال ۱۹۹۱ ثابت و قوی بوده‌است و این دو کشور از متحدان و شرکای خود محسوب می‌شوند. استونی و آمریکا عضو سازمان همکاری و توسعه اقتصادی و ناتو هستند.
ایالات متحده جمهوری استونی را به‌طور رسمی در ۲۸ ژوئیه ۱۹۲۲ به رسمیت شناخت. اولین نمایندگی دیپلماتیک استونی در ایالات متحده در همان سال افتتاح شد که کمیسر ایالات متحده در ریگا، ایوان یانگ، به عنوان نماینده آمریکا معرفی شد. سفارت آمریکا در تالین در ۳۰ ژوئن ۱۹۳۰ با هری ئی. کارلسون به عنوان کاردار افتتاح شد. پس از اشغال استونی توسط شوروی در اوت ۱۹۴۰، سفارت آمریکا در سپتامبر ۱۹۴۰ بسته شد. با این حال، دولت ایالات متحده هرگز مشروعیت حاکمیت شوروی در استونی (۱۹۴۰ تا ۱۹۹۱) را به رسمیت نشناخته و به رسمیت شناختن نمایندگی دیپلماتیک استونی در ایالات متحده به‌عنوان نماینده قانونی را ادامه داد.
در ۲ سپتامبر ۱۹۹۱، رئیس‌جمهور ایالات متحده، جرج اچ. دابلیو. بوش احیای استقلال استونی را به رسمیت شناخت. ایالات متحده سفارت خود را در تالین در ۴ سپتامبر ۱۹۹۱ بازگشایی کرد. روابط مابین دو کشور از آن زمان به سرعت توسعه یافته‌است. جرج دابلیو. بوش در نوامبر ۲۰۰۶ به‌عنوان اولین رئیس‌جمهور آمریکا به استونی سفر کرد.